# غريغ فيندلاي
غريغ فيندلاي هو لاعب كرة قدم كندية كندي، ولد في 24 أغسطس 1942 في فانكوفر في كندا.